# Biedermeierovský nábytek
Biedermeierovský nábytek je označení nábytku, který se začal objevovat zejména v domácnostech středních společenských tříd v první polovině 19. století. Největší rozkvět uměleckého směru a životního stylu nazvaného biedermeier byl mezi lety 1815 až 1848. Oblíbila si ho střední třída především v Rakousku, Švýcarsku a Německu. Byl inspirován francouzským empírem, který do těchto zemí přinesl Napoleon Bonaparte.

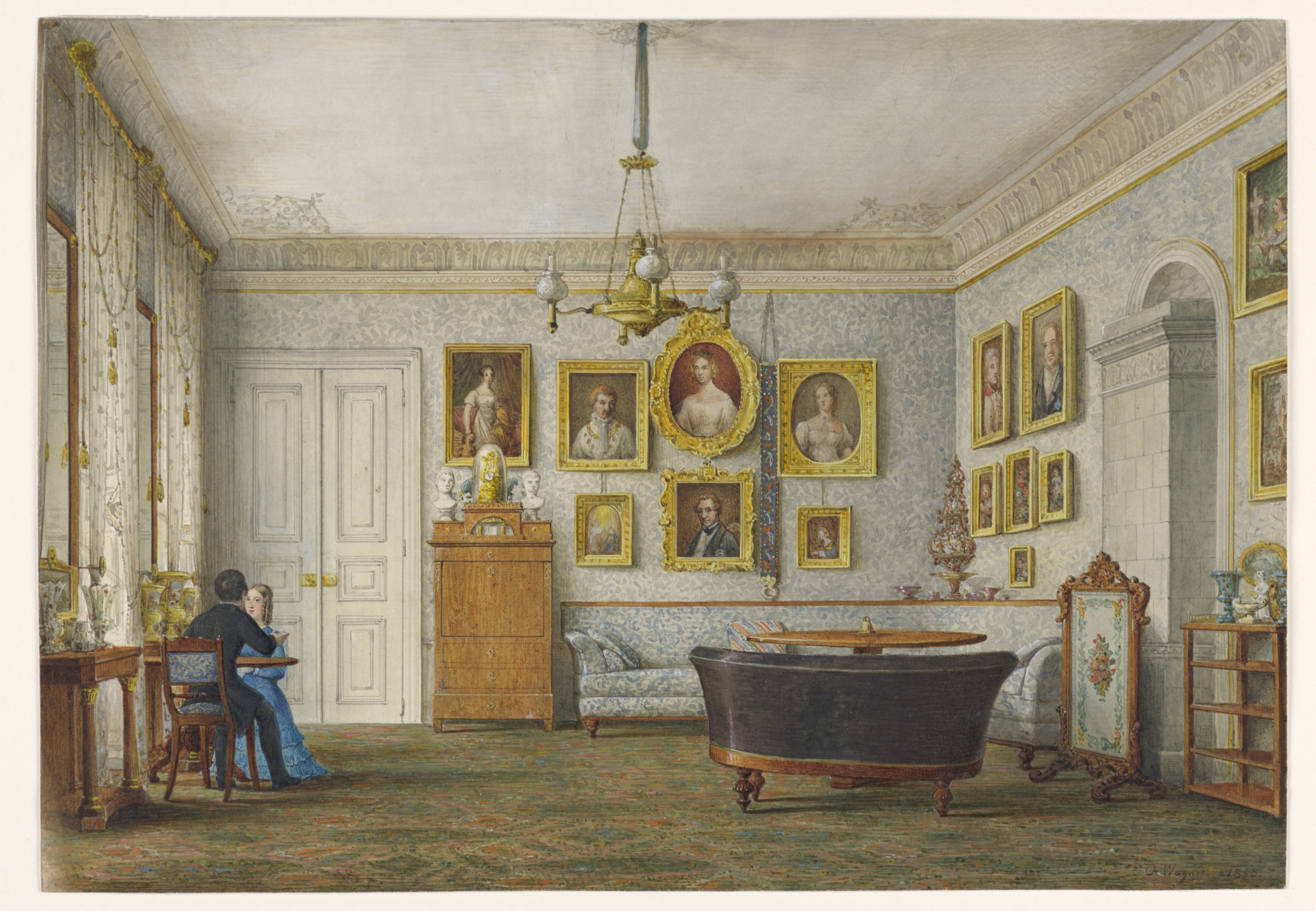
Obraz salónu v sídle vévody z Leuchtenberku, autor Otto Wagner

Politické nepokoje 19. století s sebou přinesly pocit nejistoty a zvyšující se chudobu. V důsledku toho se lidé začali stahovat do soukromí vlastních domů a především střední třída se začala ve zvýšené míře zajímat o nábytkové vybavení. Veřejnost stáhla svůj zájem z politického dění k vlastní rodině. Prostory v domech tak nabíraly nový význam, obzvláště jako intimní a osobní azyl. Později si tímto stylem začali zařizovat své pokoje i aristokraté. Zatímco společenské pokoje byly zařízeny empírovým nábytkem, soukromým pokojům dominoval pohodlný nábytek v biedermeierovském stylu. Po roce 1848 na tento styl navázalo tzv. druhé rokoko.

## Význam slova biedermeier
Slovem "biedermeier" byl tento styl označován až od konce 19. století, původně spíše jako posměšek. Zájem o biedermeier již v tuto dobu upadal, byl vnímán jako nepohodlný a staromódní. Slovo samotné bylo složeno ze slov bieder (v jednom z překladů maloměšťácký nebo prostoduchý) a Maier (velmi rozšířené německé příjmení). Poprvé bylo toto slovo použito v mnichovském časopise Fliegende Blätter spisovatelem Josephem Victorem von Scheffelem.

## Charakteristika

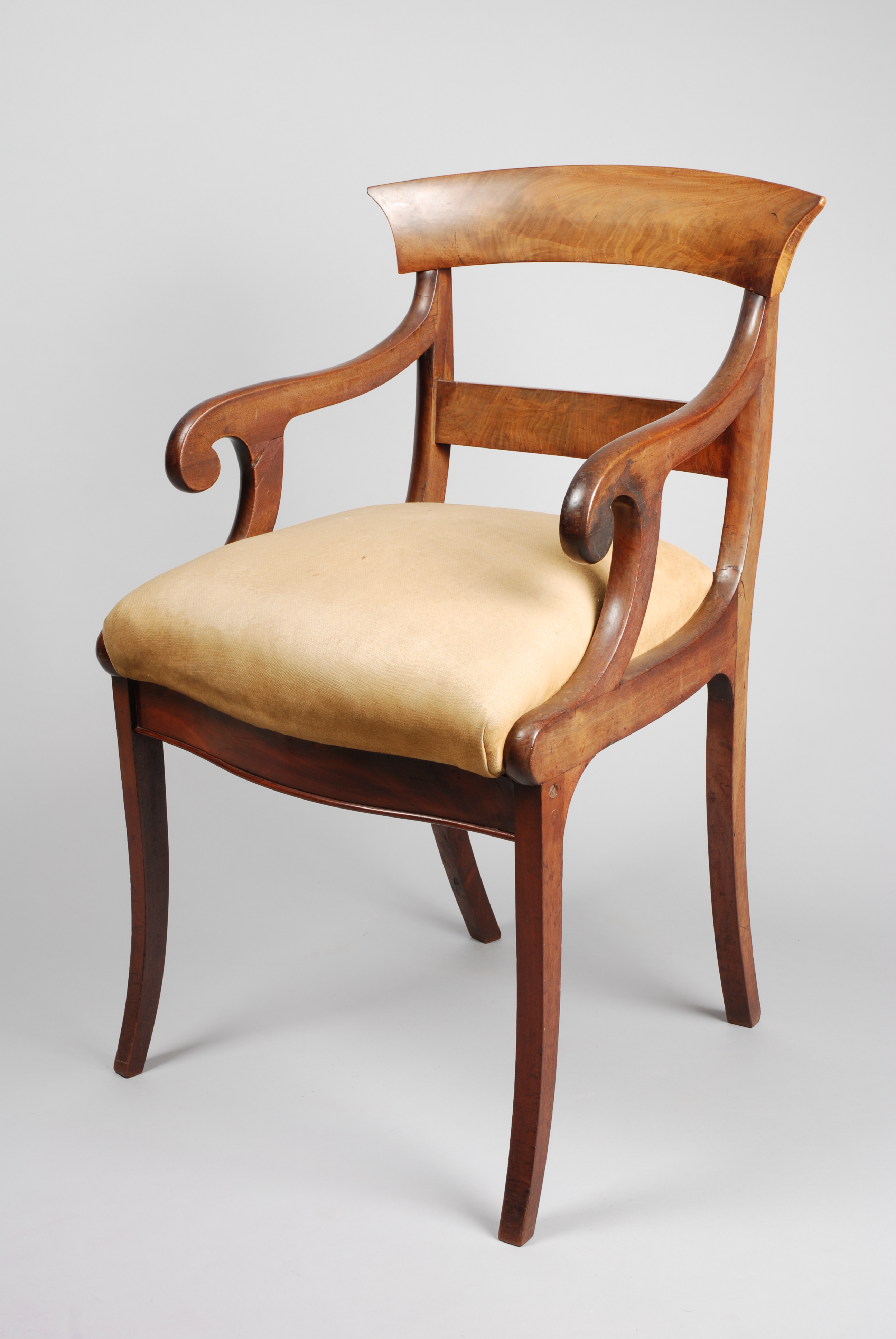
Kancelářská židle z mahagonu, museum Rotterdam

Nábytkové vybavení se vyznačovalo obvykle rovnými tvary, občasným vykládáním a většinou bylo bez dekorativních řezeb. Oblíbenými motivy byly zejména perlovce (pásové ornamenty napodobující navlečené perly), sloupy, štíty nebo žlábkované vzory. Později se začal objevovat i nábytek s volutovými tvary, například pohovky měly vyklenutá opěradla, stoly nebo židle měly ohnutě zakončené nohy. Některé kusy nábytku získaly nový účel, například ze stolů au milieu (uprostřed), které do té doby byly pouze dekorací uprostřed pokoje, se staly stoly pro večerní rodinné hry a aktivity.

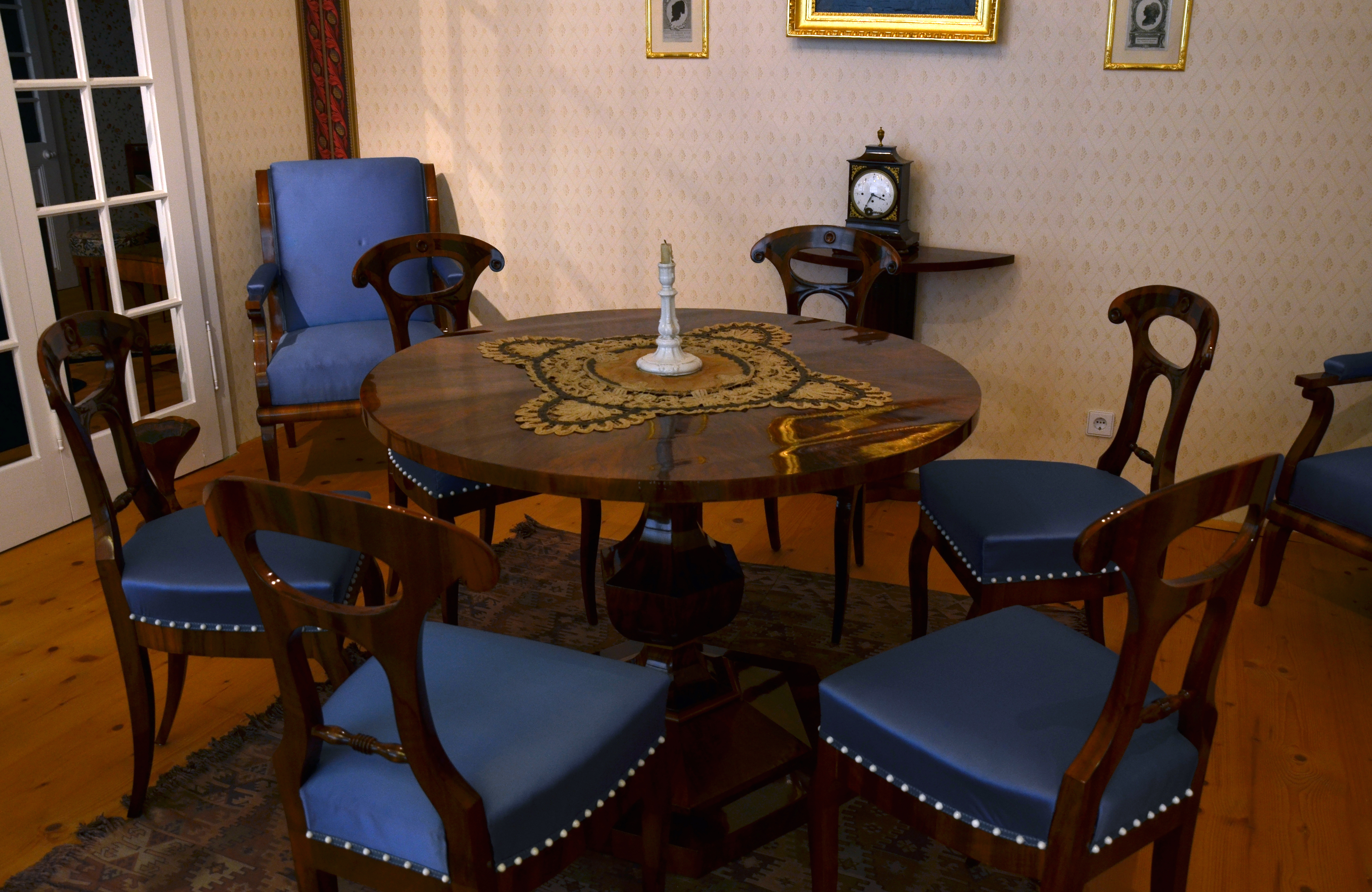
Vídeňský biedermeierovský salón, vybavený hracím stolem

Během tohoto období se také proměnil účel některých částí domu. Například ložnice, které nyní pozbyly funkce společenských prostor, změnily vzhled. Nábytek se stal stylem jednodušší a méně zdobený. Nově v oblibě byly i noční stolky či nové typy komod a prádelníků, přizpůsobené moderním oděvům. V obývacích pokojích a salónech se objevil i nový sedací nábytek – masivní, polouzavřená, měkce čalouněná křesla, tzv. ušáky.
Biedermeierovské interiéry byly skromně zařízené, důraz byl kladen spíše na účelnost a pohodlí. Oproti empírovému stylu se v biedermeieru používala světlá dřeva, např. ořechu (ořešáku královského), hrušně či třešně, a světlé čalounění. V menší míře se používal i mahagon, avšak ten byl kvůli dovozu příliš drahý. Proto se často levnější lokální dřevo obarvovalo, aby vypadalo dražší. Důraz byl kladen také na vyvážení nábytku v místnosti, mnoho kusů nábytku mělo proto svůj protějšek. Například mezi běžné typy nábytku patřil sekretář (psací stolek s nástavbou ve tvaru skříňky) s výklopnou deskou, který byl dále doplněn tzv. blenderem, který vypadal jako kopie sekretáře, avšak sloužil jako prádelník nebo šatní skříň.

## Další ukázky

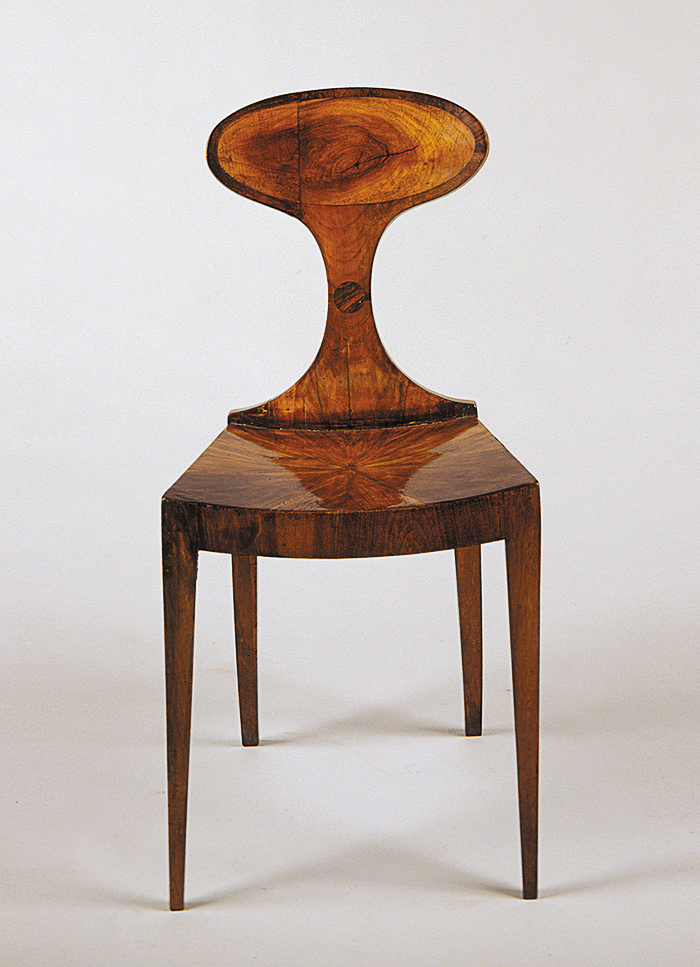
Židle
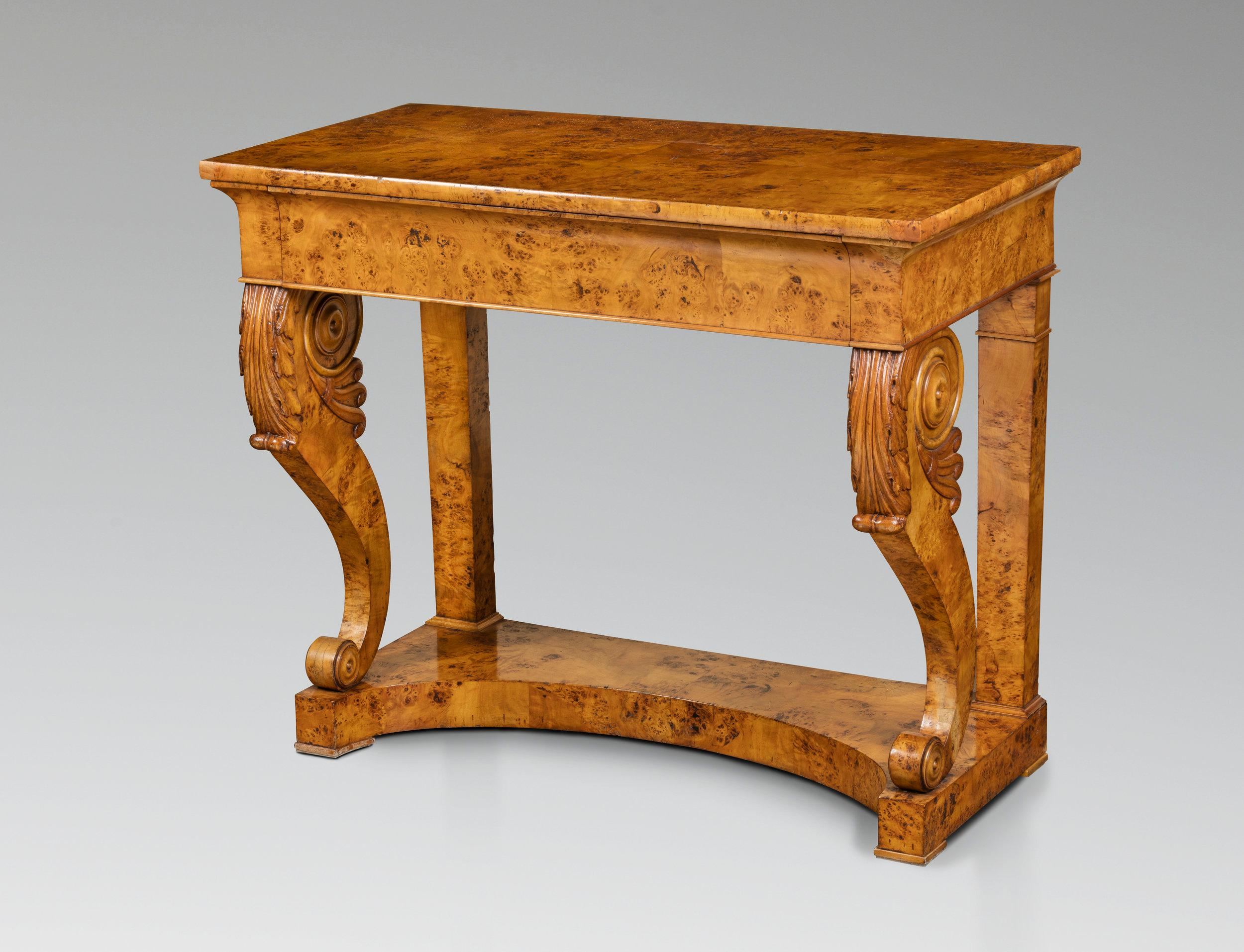
Konzola
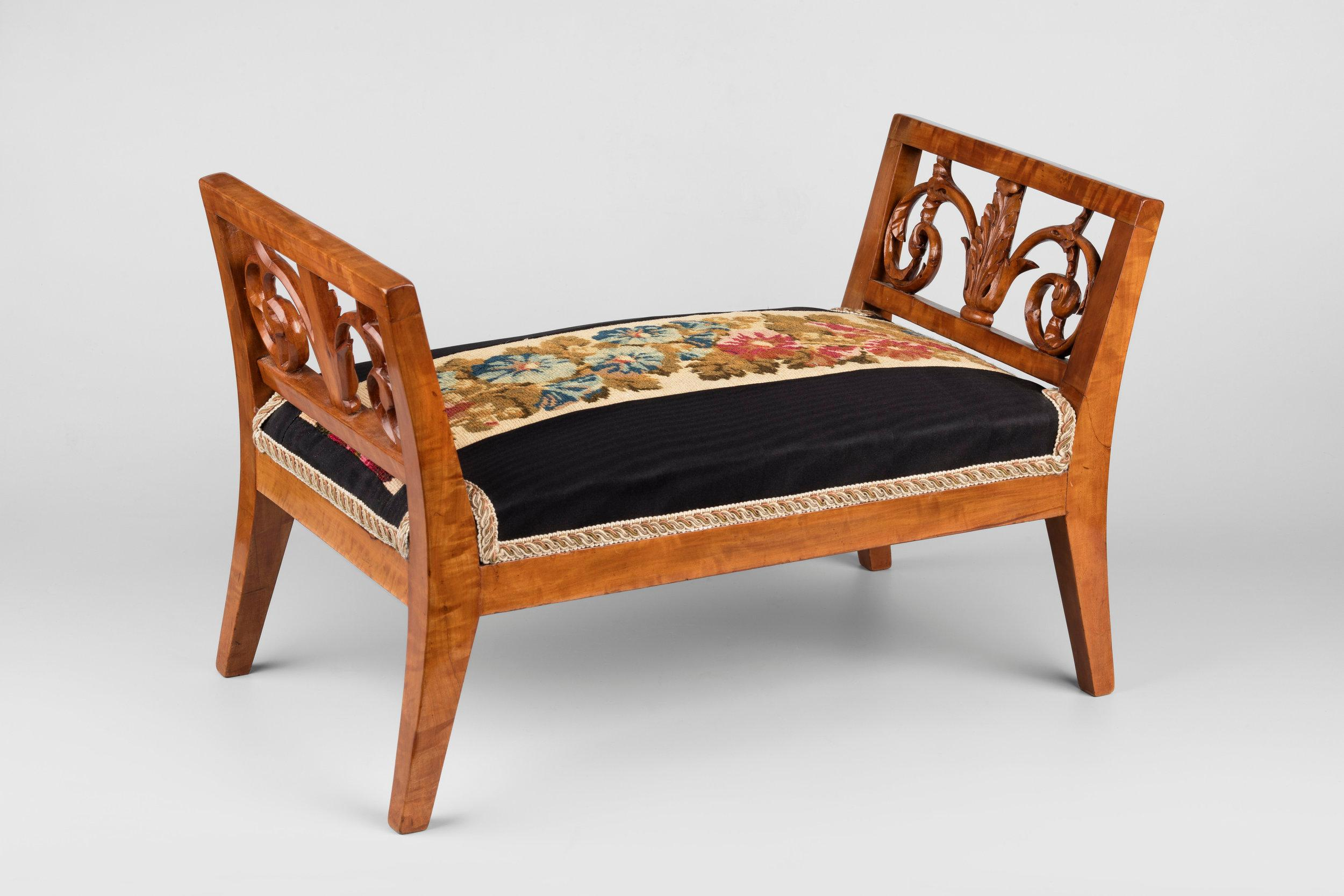
Podnožka
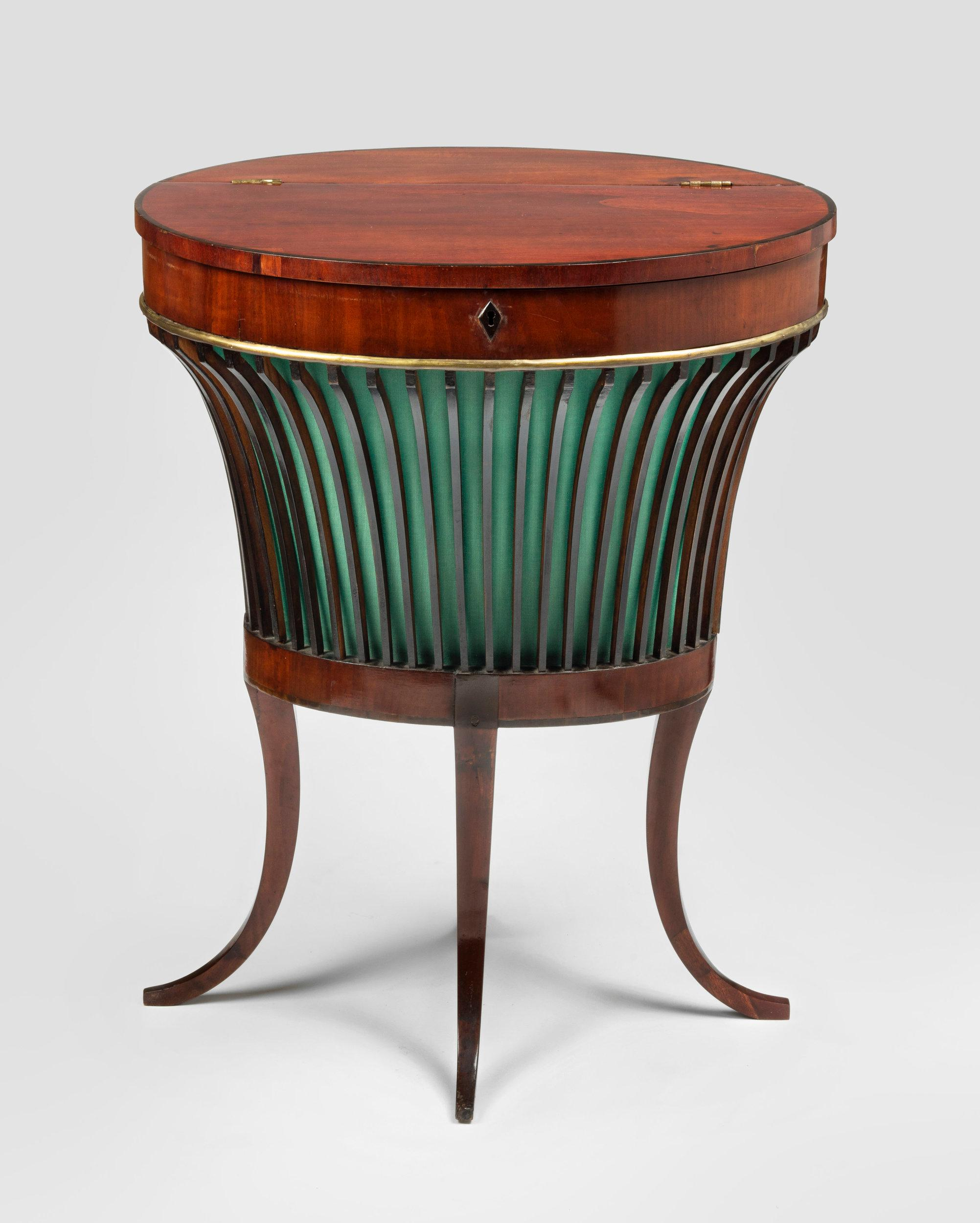
Stolek na šití
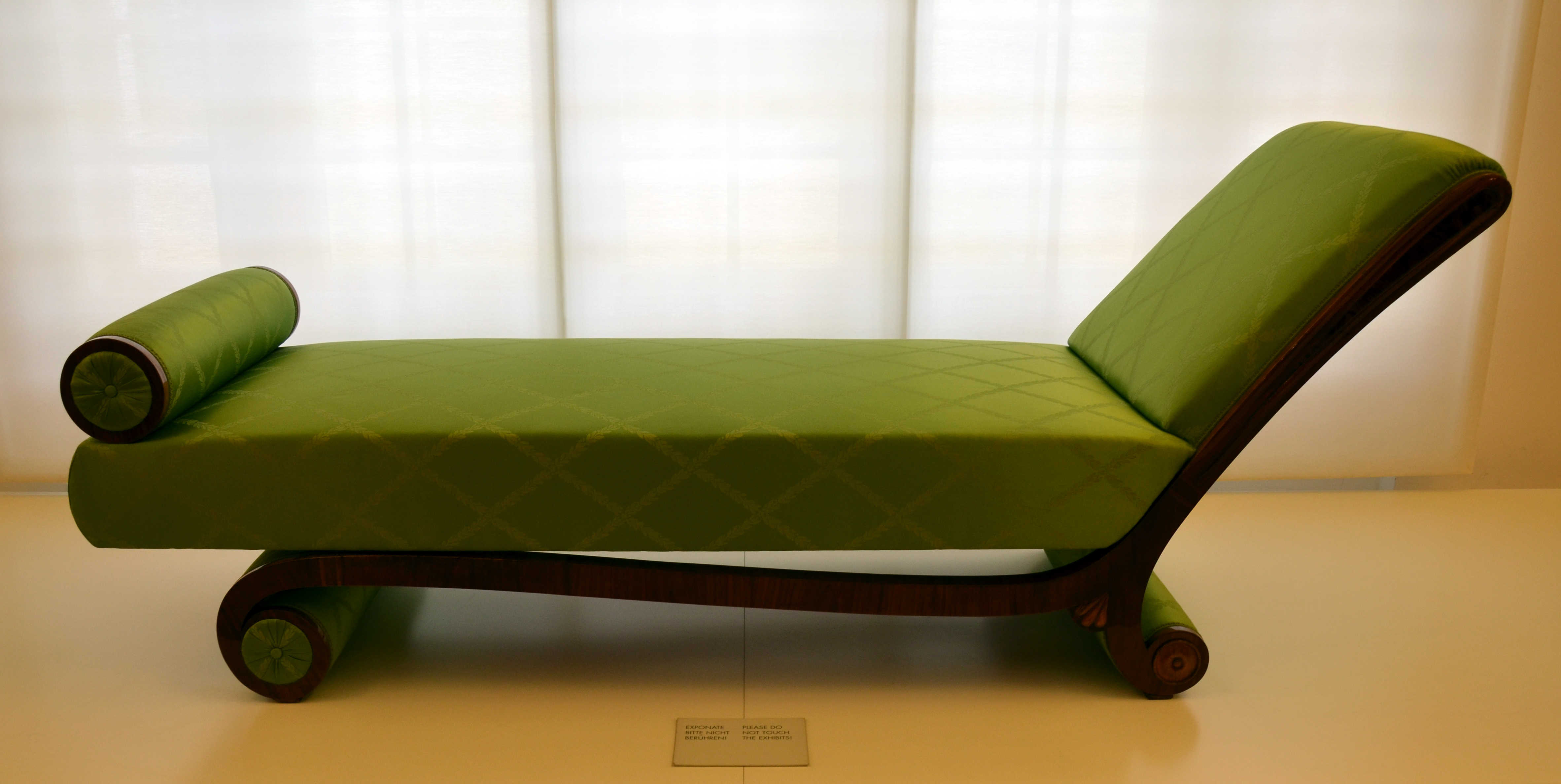
Lehátko
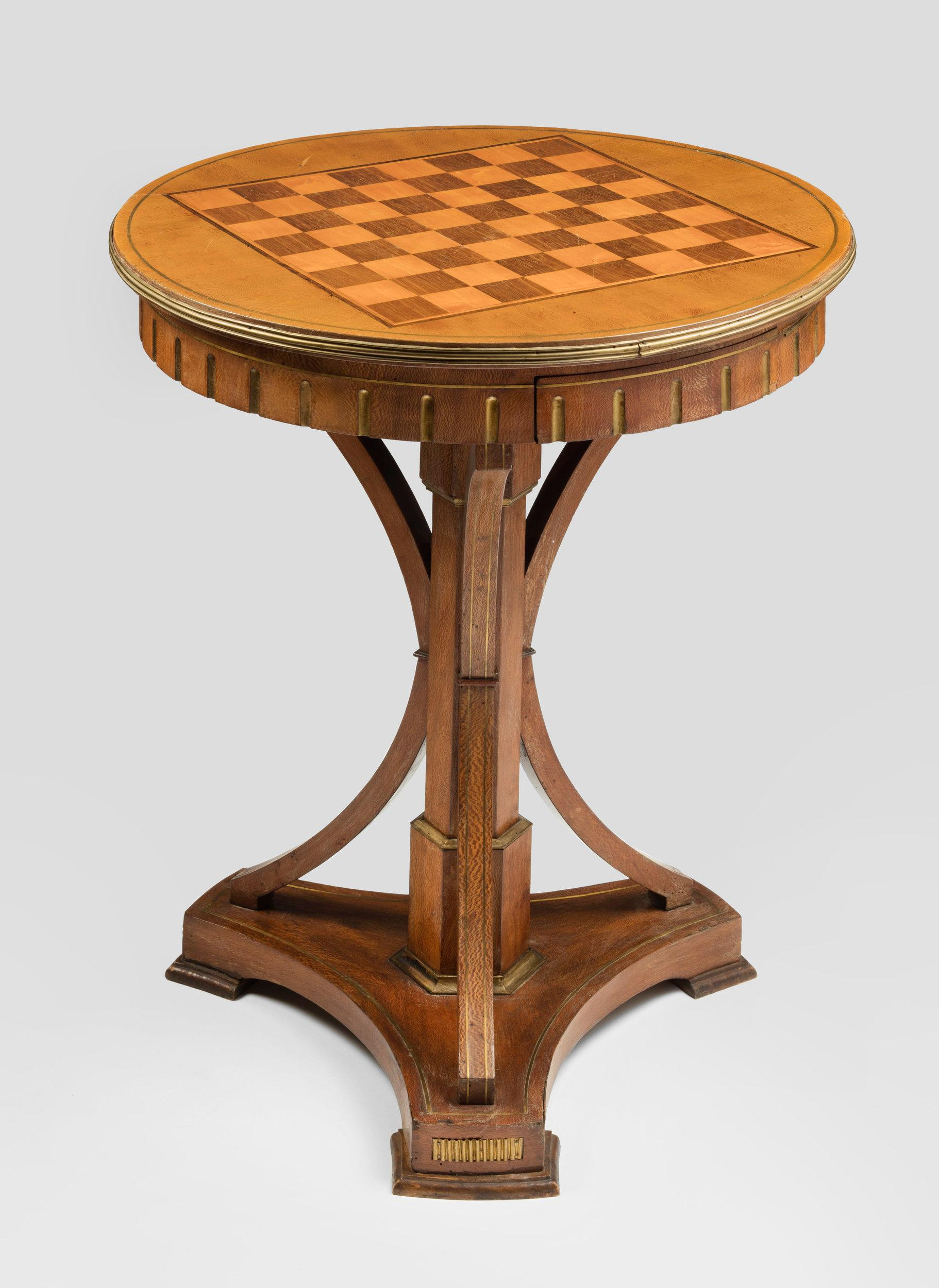
Šachový stolek